# Săptămânalul Solidaritatea

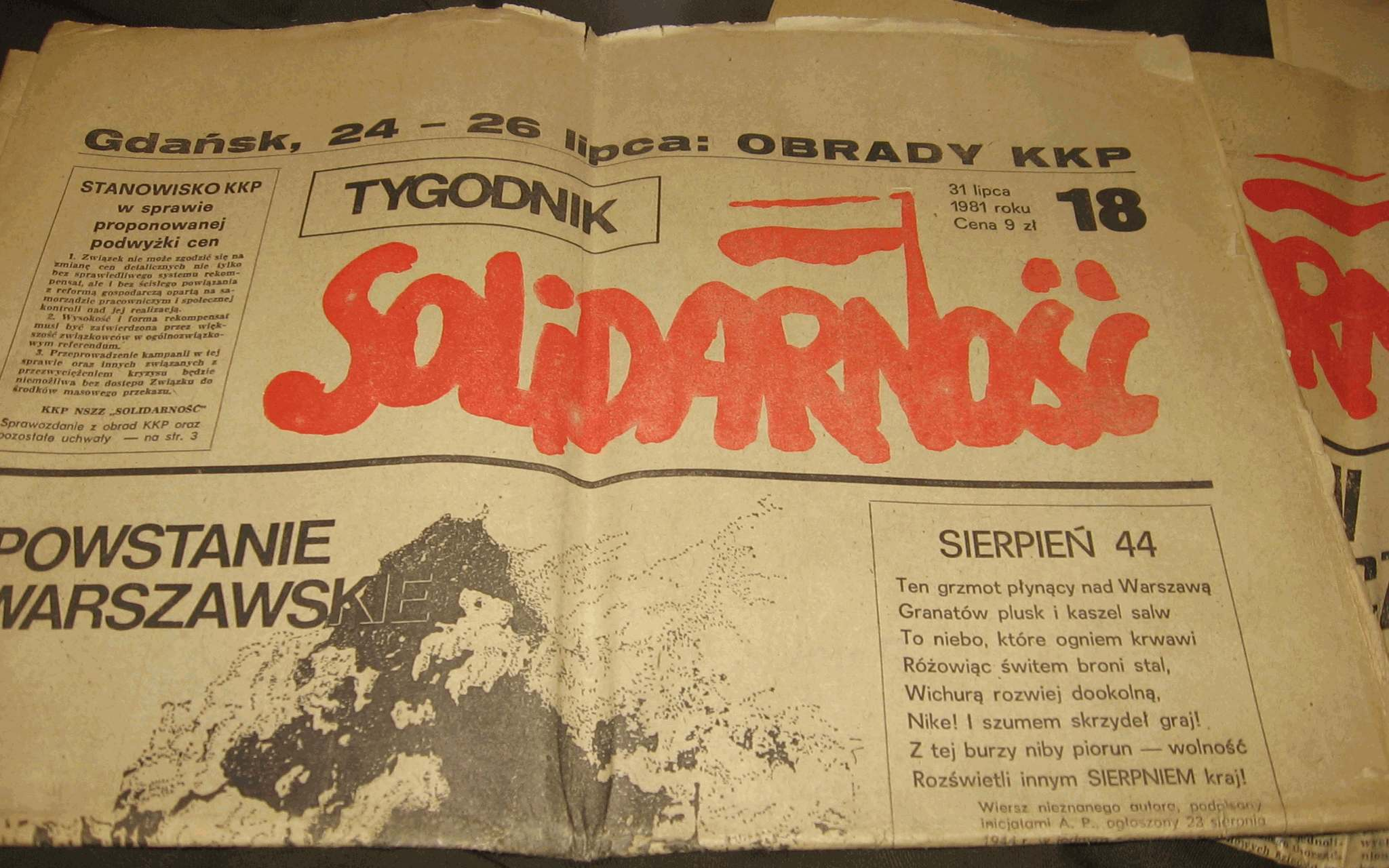
Săptămânalul Solidaritatea

Săptămânalul Solidaritatea (în limba polonă, Tygodnik Solidarność) a fost o publicație poloneză, concepută și editată de membrii mișcării Solidaritatea. A fost una dintre publicațiile independente din perioada Republicii Populare Polone. Primul număr al acestei reviste a apărut pe 3 aprilie 1981, într-un număr de 500.000 de exemplare.

## Istoric
Au existat 37 de numere ale Săptămânalului Solidaritatea.  Ediția specială de Crăciun (numerele 38-39)  nu a mai apărut, din cauza introducerii Legii Marțiale, pe 13 decembrie 1981, care interzicea aceste publicații.
După schimbarea regimului, pe 4 aprilie 1989, Săptămânalul Solidaritatea a fost publicat din nou, sub redacția lui Tadeusz Mazowiecki și a avut un tiraj de 100.000.
În paginile acestei reviste au fost publicate numeroase articole, printre autorii cărora fiind: Alain Besançon, Władimir Bukowski, Zbigniew Herbert, Andrzej Tadeusz Kijowski (articolele sale au fost semnate și cu inițialele KAT), Waldemar Łysiak, Jerzy Robert Nowak (sub pseudonimul Maron), Bernard Margueritte, Zdzisław Najder, Krzysztof Piesiewicz, Jan Pietrzak, Andrzej Urbański, Marcin Wolski, Marek Nowakowski, Kazimierz Orłoś, Agnieszka Kobylińska, Jadwiga Staniszkis.
Editorii Săptămânalului Solidaritatea au fost Tadeusz Mazowiecki, Jarosław Kaczyński, Andrzej Gelberg, Jerzy Kłosiński.